# دواخانه نظامی
دواخانهٔ نظامی نخستین داروخانهٔ تهران است.

## تاریخچه
دواخانهٔ نظامی که کهن‌ترین داروخانهٔ ایران است در حدود سال‌های ۱۲۳۹-۱۲۳۳ خورشیدی توسط ارتش ایران طی حراجی که در اتریش انجام شده بود خریداری گردید و تصدی آن به هادی خان سرتیپ سپرده شد. تمامی تجهیزات و لوازم دواخانه از اتریش خریداری شده و وارد ایران شده بود. این داروخانه در خیابان امیرکبیر (چراغ برق سابق) بود.
حدود ۳۰ سال بعد، پس از درگذشت هادی خان، خواهرزادهٔ وی عبدالحسین خان نظامی که تحصیلات خود را در رشتهٔ داروسازی در دارالفنون به پایان رسانده بود، مسؤولیت داروخانه را بر عهده گرفت. چندی بعد، هنگامی که دولت ایران برای پرداخت حقوق کارکنانش بودجه‌ای نداشت، این داروخانه در ازای طلب دکتر عبدالحسین خان از طرف ارتش ایران به وی واگذار شد. اسناد و مکاتبات در ارتباط با طلب وی از وزارت جنگ در این موزه نگهداری می‌شود. همچنین دفاتر منظم دواخانه نیز که در آن تاریخ نسخه، نام طبیب، نام بیمار، ترکیب داروها، مواد، مقدار و قیمت همهٔ آن‌ها ثبت شده نیز موجود است. این داروخانه اولین و تنها داروخانه‌ای بود که تمام احتیاجات ارتش ایران را تأمین می‌کرد.
در سال ۱۳۶۷ دواخانهٔ نظامی پس از درگذشت عبدالحسین خان نظامی تعطیل شد. دکتر امیرهوشنگ نظامی آخرین وارث این داروخانه بود که پس از درگذشت وی، این داروخانه در سال ۱۳۷۱ به دانشکدهٔ داروسازی دانشگاه تهران منتقل شد.

## بازسازی در موزه
در سال ۱۳۸۱ با تلاش و پیگیری دکتر زرین‌دخت شرقی، همسر امیرهوشنگ نظامی، این داروخانه همراه با تجهیزات و با تمامی اسناد و مدارک، عکس‌ها، نامه‌ها و تجهیزات ساخت قرص و حب کلیشه‌های بروشور مربوطه به موزهٔ ملی تاریخ علوم پزشکی ایران اهدا شد و با استفاده از عکس‌های قدیمی و قطعات به‌جای‌مانده و هزینهٔ شخصی زرین‌دخت شرقی به صورت اصلی خود بازسازی شد.
این داروخانه پس از بازسازی در ۱۲ شهریور ۱۳۸۲ در محل موزهٔ علوم پزشکی دانشگاه تهران افتتاح گردید.

## پی‌نوشت
1. ↑  «دواخانهٔ نظامی...»،  خبرگزاری میراث.
2. ↑  «دواخانهٔ نظامی...»،  خبرگزاری میراث.
3. ↑  «موزهٔ ملی تاریخ علوم...»،  کتاب ماه کلیات،  ۱۴۳.
4. ↑  «دواخانهٔ نظامی...»،  خبرگزاری میراث.
5. ↑  «دواخانهٔ نظامی...»،  خبرگزاری میراث.
6. ↑  «موزهٔ ملی تاریخ علوم...»،  کتاب ماه کلیات،  ۱۴۳.
7. ↑  «موزهٔ ملی تاریخ علوم...»،  کتاب ماه کلیات،  ۱۴۳.
8. ↑  «موزهٔ ملی تاریخ علوم...»،  کتاب ماه کلیات،  ۱۴۳.
9. ↑  «دواخانهٔ نظامی...»،  خبرگزاری میراث.
10. ↑  «موزهٔ ملی تاریخ علوم...»،  کتاب ماه کلیات،  ۱۴۳.
11. ↑  «موزهٔ ملی تاریخ علوم...»،  کتاب ماه کلیات،  ۱۴۳.
12. ↑  «دواخانهٔ نظامی...»،  خبرگزاری میراث.
13. ↑  «دواخانهٔ نظامی...»،  خبرگزاری میراث.
14. ↑  «موزهٔ ملی تاریخ علوم...»،  کتاب ماه کلیات،  ۱۴۳.
15. ↑  «دواخانهٔ نظامی...»،  خبرگزاری میراث.
16. ↑  «دواخانهٔ نظامی...»،  خبرگزاری میراث.